# Jovem Pan News Campinas
Jovem Pan News Campinas é uma emissora de rádio brasileira sediada em Campinas, cidade do estado de São Paulo. Opera no dial AM, na frequência 1230 kHz e FM 85,3 e 100,3 MHz e é afiliada à Jovem Pan News. Fundada em 10 de outubro de 1984 pelo advogado e político Natal Gale, era chamada de Rádio Jequitibá e tinha a música sertaneja como característica de sua programação, posteriormente pelos diversos arrendamentos para entidades religiosas. Atualmente controlada pelo empresário Ivo Rocha, é integrante do Grupo ABC de Comunicação, que também administra a Jovem Pan News, de Santos, e a Rádio ABC, de Santo André.

## História
Em 1984, o advogado e político Natal Gale, que estava em sua segunda legislatura pelo Partido Democrático Social (PDS) como deputado federal, recebeu do presidente João Figueiredo duas concessões para operar em Campinas, em AM e FM (esta última a Morena FM). De forma discreta, a emissora entrou no ar em 24 de outubro de 1984, como Rádio Difusora, posteriormente Rádio Princesa, até assumir o nome Rádio Jequitibá. Natal Gale recebeu ajuda de Paulo Pedroso, proprietário da Rádio Cultura, que emprestou uma sala no prédio da Cultura e equipamentos para operar a emissora. Sem entusiasmo, passou o controle da Rádio Jequitibá para o filho, Renato Gale, que assumiu em 1987.
Em 1988, Luiz Ceará assumiu a direção da emissora, que implantou uma pequena equipe de jornalismo e esportes, e programação de música sertaneja. Nesta fase, era produzido um jornalístico de meia hora, pela manhã, e boletins de hora em hora, intercalada com a programação musical. Quando Natal Gale perdeu o mandato, em 1989, reassumiu o controle da emissora e começou a implantar uma programação política. A intervenção culminou na saída de Luiz Ceará. Mesmo mantendo o projeto de Ceará, a Jequitibá entrou em declínio a partir da década de 1990. Neste período, as equipes deixaram a emissora, e a morte de Renato Gale culminou na decisão de Natal Gale em arrendar a Rádio Jequitibá para igrejas. Em 1994, a rádio vendeu 77% da programação para a Rádio Deus é Amor. Em 1997, vendeu dois terços da grade para a Rede Aleluia.
Entre 2002 e 2003, a Rádio Jequitibá voltou a ter programação musical sertaneja. Apesar dos resultados positivos, eles não eram revertidos em bons resultados financeiros, o que fez a administração voltar a arrendar a programação para a Rádio Deus é Amor, em agosto de 2003. Em 2007, a emissora produzia boletins jornalísticos transmitidos, de hora em hora, entre 7h às 19h. A administração das rádios esteve com Natal Gale até sua morte, em 2010. Posteriormente, foi adquirida pelo empresário Ivo Rocha e incorporada ao Grupo ABC de Comunicação e entrou com processo para migrar do dial AM para o FM. No entanto, a emissora manteve arrendamentos para outras igrejas.
Em março de 2017, foi anunciado que a emissora passaria a integrar a rede Jovem Pan News, com projeto all news. A afiliação ocorreu em 4 de abril de 2017, onde deixou de se chamar Rádio Jequitibá e foi renomeada Jovem Pan News Campinas. Inicialmente irá retransmitir somente os programas de rede, mas gradativamente deverá inserir conteúdo local.
No dia 3 de abril de 2020, a FM 99.7 que pertence ao mesmo grupo deixou de ser a Cristal FM e foi confirmado que seria retransmissora da Jovem Pan News Campinas, em conjunto com a AM 1230. A retransmissão começou no final da tarde do mesmo dia.. Em 4 de setembro do mesmo ano, passou a transmitir também na frequência 100.3 FM, substituindo a Morena FM, para ampliar sua cobertura na região.
Depois de 1 ano e meio, no dia 3 de julho de 2021, a FM 99.7 do mesmo grupo e com concessão em Amparo, deixou de retransmitir a afiliada nesse dia para fazer expectativa para a Clube FM Campinas que estreará no mesmo mês. A programação jornalística continua apenas nas outras duas frequências.
No segundo semestre de 2023, o grupo da emissora havia protocolado uma tentativa de migração da AM 1230 para a faixa convencional, na frequência de FM 101.5, o que foi negado pela Anatel devido a uma colisão com a vizinha Cidade das Águas FM de Amparo, que opera em FM 101.3. Com isso, no início de dezembro, a emissora efetivou a migração para o FMe 85.3, ainda repetindo a programação da FM 100.3.